# Zosim Oancea
Zosim Oancea (n. 21 iulie 1911, Alma, Sibiu – d. 20 mai 2005, Sibiu) a fost un preot român.
A înființat Muzeul de icoane pe sticlă din Sibiel, care îi poartă numele.

## Publicații
- Închisorile unui preot ortodox, București, Editura Christiana, 2004 - recenzie Arhivat în 3 august 2013, la Wayback Machine.